# 川島武宜
川島 武宜（かわしま たけよし、1909年〈明治42年〉10月17日 - 1992年〈平成4年〉5月21日）は、日本の法学者。専門は、民法・法社会学。学位は、法学博士（東京大学・論文博士・1969年）（学位論文「所有権法の理論」）。東京大学名誉教授。弁護士。1979年学士院会員、1991年文化功労者。我妻栄門下。弟子に、渡辺洋三、潮見俊隆、唄孝一、廣中俊雄、石村善助、平井宜雄、六本佳平、石田穣、淡路剛久など。

## 人物
岐阜県岐阜市生まれ。啓蒙的な著作を多く著し、丸山眞男、大塚久雄とともに戦後民主主義、啓蒙主義を代表する論者。東京帝国大学教授、スタンフォード大学客員教授等を歴任。東京大学教授退官後は弁護士として活動した。
娘のゆりの夫（娘婿）は、外務事務次官や宮内庁式部官長を歴任し、侍従長を務めた川島裕。

## 学説
学生時代ルドルフ・フォン・イェーリングの『法における目的』を読んだことがきっかけで法社会学に興味をもつが、当初は民法の研究者として身を立てようとしていた。ところが、判例民事法研究会の席上において、無権限者が他人の田に種苗を植えた場合の法律問題について報告したところ、末弘厳太郎に「おまえのは概念法学だ。こんな報告をするくらいなら民法の研究などやめてしまえ。」と叱責されたことがきっかけで、法解釈学そのものに対する根本的な疑問をもつようになる。この疑問が後に『科学としての法律学』に結実されることになる。川島は戦後の日本の法社会学の発展に寄与し、入会権、温泉権の研究でも著名になる。また、日本の伝統的な家族制度を封建的として批判するとともに、親分・子分などの前近代的な擬制的家族の問題を追及した。

### 日本人の法意識
川島の代表作の一つ『日本人の法意識』では、「伝統的な日本の法意識においては、権利・義務は、あるような・ないようなものとして意識されており、それが明確化され確定的なものとされることは好まれない」（139頁）と説いている。また、「わが国では、西洋ならば当然であるような場合に訴訟をおこす者は、「かわり者」「けんか好き」「訴訟きちがい」等々のことばで烙印をおされる。訴訟を忌避する態度は、ふかくわれわれの心の奥底に沈着しているのである」（141-142頁）とも主張している。

### 著作内容の変容
川島は、多数の論文、著書を出版しているが、雑誌・新聞への連載記事や新書などを一般的な法律書として出版する際に、何度も編集、加筆修正を繰り返した。このため、同一の題名でも同一の内容ではないものや、ほぼ同じ内容であるのに題名が異なる著作が存在するという状況となった。川島は退官後に、今まで執筆、加筆修正したものも含めて全ての著作をまとめ上げ、自身の研究の集大成となる『川島武宜著作集』を岩波書店から出版した。

### 戦争
昭和初期から第二次世界大戦期にかけての検閲により、末弘の著作の大部分が伏字、削除、発禁などの処分を受けており、川島自身も「指導」や友人の忠告等により、出版を断念した経緯があった。
当時調査・執筆したものを、第2次世界大戦終結後に編集して出版した「結婚」「日本社會の家族的構成」などの著書は、リアルタイムで論じているものではないことを各書の序文で断っている。また『ある法学者の軌跡』でも説明している。
1947年12月6日、日本法社会学会設立に参加した。

### 大学紛争
東京大学在職中に発生した大学紛争の際、学生による大学封鎖によって研究室を荒らされてしまい、収集・保存していた貴重な本や調査メモなどが消失してしまった。法社会学者としては、長年調査した膨大な調査メモを失ったことにより、研究活動や出版などはほとんど不可能となった。さらに、授業中に学生が突入してきて授業を中止させられたり、集団カンニングが発覚しても反省するどころか開き直りをされるなどして、「学生アレルギー」により精神的に追い込まれたため、辞職を覚悟した。家族の支えにより、なんとか定年退官まで勤め、退官後も私立大学から招聘があったものの、学者としては最早「死んだ」に等しい状況では学術活動を行えないと判断したため、依頼をすべて断り、その後は弁護士として活動した。これ以降の川島の研究内容は、弟子の北條浩が2000-2001年に御茶の水書房から出版した『入会の法社会学』『温泉の法社会学』で論じている。

## 経歴
- 1925年：大阪府立北野中学校（現大阪府立北野高等学校）卒業
- 1928年：大阪高等学校（現大阪大学）卒業
- 1932年：東京帝国大学（現東京大学）法学部卒業
- 1932年：東京帝国大学法学部助手（民法）
- 1933年：高等文官試験司法科合格
- 1934年：東京帝国大学法学部助教授
- 1945年：東京帝国大学法学部教授
- 1969年：学位論文「所有権法の理論」で東京大学より法学博士の学位を取得
- 1970年：東京大学名誉教授（定年退官）
- 1970年：弁護士登録

## 著作
- 『日本社會の家族的構成』（學生書房、1948年）
- 『債權法講義』（近代思想社、1948年）
- 『所有権法の理論』（岩波書店、1949年）
- 『債權法總則講義』（岩波書店、1949年）
- 『民法解釋學の諸問題』（弘文堂、1949年）
- 『法社會學に於ける法の存在構造』（日本評論社、1950年）
- 『民法講義』（岩波書店、1951年）
- 『民法』（有斐閣、1951年）
- 『結婚』（岩波新書、1954年）
- 『科學としての法律學』（弘文堂、1955年）
- 『近代社会と法』（岩波書店、1959年）
- 『総論・物権』（有斐閣、1960年）
- 『民法総則』（有斐閣、1965年）
- 『日本人の法意識』（岩波新書、1978年） ISBN 4-00-410043-7
- 『ある法学者の軌跡』（有斐閣、1979年）
- 『川島武宜著作集 第1巻 法社会学 1 生ける法と国家法』（岩波書店、1982年）
- 『川島武宜著作集 第2巻 法社会学 2 法社会学の一般理論』（岩波書店、1982年）
- 『川島武宜著作集 第3巻 法社会学 3 争いと法』（岩波書店、1982年）
- 『川島武宜著作集 第4巻 法社会学 4 法意識』（岩波書店、1982年）
- 『川島武宜著作集 第5巻 法律学 1 法律学の方法と課題』（岩波書店、1982年）
- 『川島武宜著作集 第6巻 法律学 2 法的構成、法律学、法律家』（岩波書店、1982年）
- 『川島武宜著作集 第7巻 所有権』（岩波書店、1981年）
- 『川島武宜著作集 第8巻 慣習法上の権利 1 入会権』（岩波書店、1983年）
- 『川島武宜著作集 第9巻 慣習法上の権利 2 入会権・温泉権』（岩波書店、1986年）
- 『川島武宜著作集 第10巻 家族および家族法 1 家族制度』（岩波書店、1986年）
- 『川島武宜著作集 第11巻 家族および家族法 2 家族と法』（岩波書店、1986年）
- 『「科学としての法律学」とその発展』（岩波書店、1987年）

## 門下生
- 渡辺洋三（のちの東京大学教授）
- 潮見俊隆（のちの東京大学教授）
- 唄孝一
- 中尾英俊
- 安達三季生（指導教授は来栖三郎）
- 廣中俊雄
- 石村善助
- 平井宜雄（のちの東京大学教授）：弟子に森田修東京大学教授
- 六本佳平（のちの東京大学教授）
- 石田穣（退官の際、指導を来栖三郎へ引き継いだ。のちの東京大学助教授）
- 淡路剛久
- 北條浩
- 棚瀬孝雄